# Веер Кнастера — Куратовского
Веер Кнастера — Куратовского — пример такого связного подмножества плоскости, удаление из которого одной точки делает его вполне несвязным.
Предложен польскими математиками Кнастером и Куратовским.

## Построение
Рассмотрим прямоугольник 
{\displaystyle S=[0;1]\times \left[0;{\tfrac {1}{2}}\right]}

Построим на его нижнем ребре канторово множество {\displaystyle C} и обозначим через {\displaystyle A} множество точек канторова множества первого рода (т. е. концы всех удалённых интервалов), а через {\displaystyle B} все остальные точки из {\displaystyle C}. 
Пусть {\displaystyle L_{c}} это отрезок прямой, соединяющий точку {\displaystyle c\in C} с точкой {\displaystyle s=\left({\tfrac {1}{2}};{\tfrac {1}{2}}\right).}
В этих обозначениях веером Кнастера — Куратовского называется множество {\displaystyle X=Q\cup I}, где
{\displaystyle Q=\{(x,y)\in S\mid (x,y)\in L_{c},\;c\in A,\;y\in \mathbb {Q} \}}
{\displaystyle I=\{(x,y)\in S\mid (x,y)\in L_{c},\;c\in B,\;y\notin \mathbb {Q} \}.}

## Обоснование
Покажем, что введённое множество связно.
Предположим, что это не так, то есть существуют множества {\displaystyle Y} и {\displaystyle Z} такие, что {\displaystyle X=Y\cup Z} и при этом {\displaystyle {\overline {Y}}\cap Z=Y\cap {\overline {Z}}=\emptyset }. 
Для определённости будем считать, что {\displaystyle s\in Y}. 
Обозначим за {\displaystyle u_{c}} точку из {\displaystyle L_{c}}, с {\displaystyle y}-координатой равной точной верхней грани {\displaystyle y}-координат всех точек, входящих в {\displaystyle Z\cap L_{c}}. 
Если же {\displaystyle Z\cap L_{c}} пусто, будем считать, что {\displaystyle u_{c}=c}.
Очевидно, что {\displaystyle u_{c}} не может принадлежать {\displaystyle X\setminus C}, так как иначе эта точка оказалась бы предельной как для  {\displaystyle Y} так и для {\displaystyle Z}, что противоречит предположению несвязности.
То есть, {\displaystyle \forall c\in C\quad u_{c}\in A\subset X} или {\displaystyle u_{c}\notin X}.
Пусть {\displaystyle \{r_{i}\}} — все рациональные числа отрезка {\displaystyle [0;1]}, обозначим:
{\displaystyle P_{i}=\{c\in B:\exists u_{c}=(x,r_{i})\},\quad P=\cup P_{i},\quad T=\{c\in B:\;c=u_{c}\}}
Тогда {\displaystyle B=T\cup P}, то есть {\displaystyle C=A\cup T\cup P}.
Заметим, что {\displaystyle P_{i}} нигде не плотны в {\displaystyle C}, иначе бы существовал открытый интервал, пересечение которого с {\displaystyle C} лежало бы в {\displaystyle P_{i}}, но любое такое пересечение по свойствам канторова множества обязано содержать точки из {\displaystyle A}  в то время как {\displaystyle P_{i}\subset B=C\setminus A}.
Множество {\displaystyle C} является множеством второй категории как полное метрическое пространство; более того, любое открытое подмножество {\displaystyle C} также второй категории. 
Но {\displaystyle P\cup A} первой категории ({\displaystyle A} счётно, а {\displaystyle P} является счётным объединением нигде не плотных множеств), значит, в любом открытом подмножестве {\displaystyle C} обязаны лежать точки из {\displaystyle T}; то есть {\displaystyle T} плотно в {\displaystyle C}.
Теперь допустим, что {\displaystyle z\in Z}. 
В силу плотности {\displaystyle T} в {\displaystyle C}, любое открытое множество, содержащее {\displaystyle z}, содержит также и некоторый сегмент отрезка {\displaystyle L_{t}} для какого-то {\displaystyle t\in T}. 
По определению множества {\displaystyle T} имеем {\displaystyle (X\cap L_{t})\setminus \{t\}\subset Y}, это значит, что {\displaystyle z\in {\overline {Y}}}. 
Получили противоречие. Значит, предположение о несвязности множества {\displaystyle X} ошибочно.
Осталось показать, что удаление точки {\displaystyle s} делает {\displaystyle X} вполне несвязным.
Предположим, что {\displaystyle V\subset X\setminus \{s\}} связно.
Тогда оно обязано лежать целиком внутри какого-либо сегмента {\displaystyle L_{c}} (иначе бы оно было разделено некоторым сегментом надвое). 
Однако множество {\displaystyle L_{c}\cap (X\setminus \{s\})} вполне несвязно, значит, и {\displaystyle V} вполне несвязно.